# Conversió religiosa
|  | «conversió» redirigeix aquí. Vegeu-ne altres significats a «germans conversos». |

La conversió de Sant Pau, de Caravaggio (1600).

La conversió religiosa és l'adopció d'un conjunt de creences que hom identifica amb una determinada confessió religiosa amb l'exclusió d'unes altres, és a dir, l'abandonament de l'adhesió a una confessió determinada per ingressar en una altra. Això pot ser entre variants d'una mateixa religió, com per exemple, sense abandonar el cristianisme, entre l'Església Baptista i el metodisme o fins i tot amb el catolicisme, o entre el xiisme i el sunnisme dins de l'islam. En alguns casos, la conversió religiosa "marca una transformació de la identitat religiosa i se simbolitza amb uns rituals especials".
La gent es pot convertir per diverses raons, com per exemple: una conversió activa de lliure elecció perquè han canviat les creences, o per acomodació a la fe d'altres persones amb les que hom es relaciona, o com l'expressió de les darreres voluntats amb l'afany d'afrontar la mort en millors condicions, o per conveniència, com per exemple per matrimoni amb una persona de diferent religió, i finalment la conversió forçosa mitjançant l'ús de la violència o bé del suborn de la caritat.
Les conversions de conveniència també poden ser fraudulentes, i de vegades per raons relativament trivials, com quan uns pares decideixen convertir-se perquè el fill pugui ser admès en una escola prestigiosa que, a més, té una determinada adscripció religiosa, o quan algú s'apropa a la religió que practica una classe social en la que es voldria integrar.
En els casos de conversió forçada, el convers pot conservar secretament la seva fe anterior i continuar practicant d'amagat la religió que considera veritable, mentre de portes enfora es mostra fidel seguidor de la religió nova. Tanmateix, al cap de diverses generacions, una família que hagi estat forçada a convertir-se acabarà acceptant de tot cor la nova religió, com s'esdevingué en el cas dels xuetes de Mallorca.
El proselitisme és la intenció de difondre la religió pròpia amb la intenció de convertir persones que practiquen una religió diferent. Els prosèlits, però, són les persones en principi no jueves que s'apropen al judaisme.
L'apostasia és l'acusació que els membres d'una determinada confessió religiosa formulen contra aquells que l'abandonen per atançar-se a una altra confessió o religió diferent.